# Podlesok

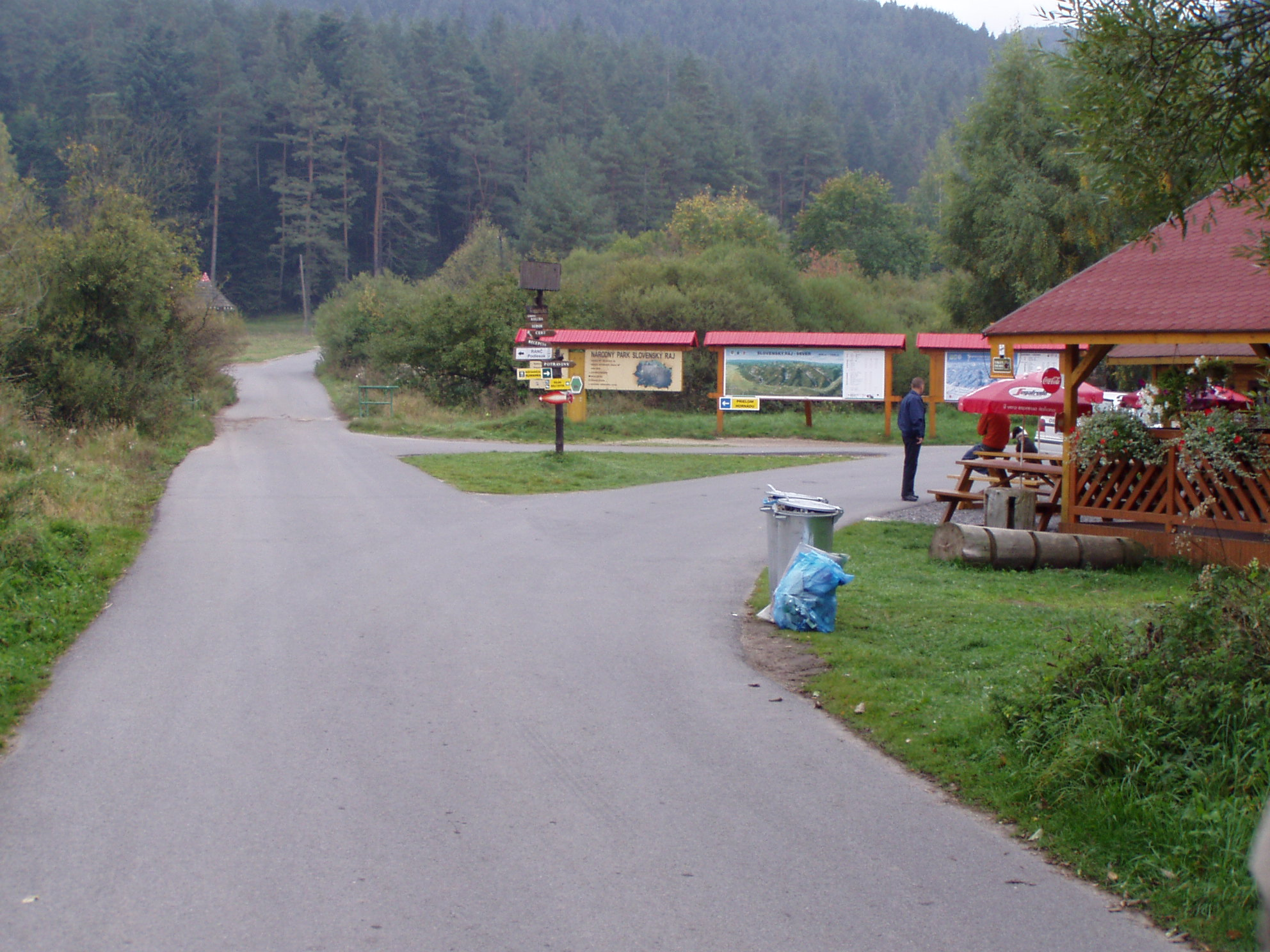
Podlesok mit Slowakischem Paradies im Hintergrund

Podlesok ist ein Ort in der Ostslowakei und Teil der Gemeinde Hrabušice im Okres Spišská Nová Ves. Übersetzt aus dem Slowakischen bedeutet Podlesok unter dem Wald, was sich auf die Lage Podlesoks zurückführen lässt. Das Dorf liegt in einem Tal vor einem Gebirgszug, welcher Teil des Slowakischen Paradieses ist. Die nächste Stadt Spišská Nová Ves ist etwa 16 Kilometer entfernt. 

## Tourismus
Podlesok ist eines der bekanntesten Ausgangsziele für Wanderungen im Nordwesten des Slowakischen Paradieses. So kann von Podlesok aus zum Beispiel ein Wanderweg durch die Schlucht Sucha Bela gestartet werden. Diese trennt die Massive Vtaci hrb und Rumanova. Der Weg führt entlang eines Baches, der in Podlesok in den Hornád mündet und ist geprägt von einer hohen Dichte an Wasserfällen und freistehenden Leitern.
Im Dorf und seiner Umgebung gibt es einige Unterkunftsmöglichkeiten und Imbissbuden.
Podlesok ist von Bratislava und Košice aus mit dem Zug sowie von Spišská Nová Ves mit dem Bus erreichbar.